# Agrochola szent-ivanyi
Agrochola szent-iványi là một loài bướm đêm trong họ Noctuidae.